# Сухопутные войска нацистской Германии
Сухопутные войска нацистской Германии (нем. Heer, произношение [ˈheːɐ̯]) — вид вооружённых сил нацистской Германии (вермахта), существовавший с 1935 года по 1945 год.

## Структура
Управлением сухопутными войсками нацистской Германии, с 1936 года по 1945 год, занималось Верховное командование армии (OKH).
В Германии была внедрена система военных округов (Wehrkreis), освобождавшая армейских командиров от вопросов связанных со снабжением войск на фронте и непрерывным обеспечением подготовки рекрутов. Принятый метод OKW состоял в том, чтобы отделить полевую армию (OKH) от Главного командования (Heimatkriegsgebiet) и перепоручить обязанности по обучению, воинской повинности и снабжению непосредственно в округа.

### Организация полевых сил
Армия нацистской Германии подразделялась в основном на группы армий (Heeresgruppen), в состав каждой из которых входили несколько полевых и/или танковых армий (групп), а также части других родов войск и сил (Luftwaffe, Waffen-SS и другие), которые тесно взаимодействовали в ходе выполнения боевых задач.
Например, 1-я парашютная армия, подчиняясь командованию соответствующей группы армий, всё же сохраняла независимость в вопросах воспитания национал-социалистического духа, поддержания дисциплины и в судебных делах. В ходе боевых действий войска формировали временные боевые группы (Kampfgruppe) различного нефиксированного состава. По размеру они могли быть как армейским корпусом, так и группой из нескольких рот. Боевые группы носили имена своих командиров. Вообще, корпус, армия и боевая группа трактовались не только как соединение частей, но прежде всего ассоциировались с командиром и его штабом, с начальником Генерального штаба на самом верху. Причём начальник штаба в немецкой системе был почти равен своему командиру и мог замещать его, в случае его отсутствие. В этом было отличие от большинства других армий того времени, где начальник штаба был всего-навсего «офисным менеджером».
Различают войска, составляющие корпуса, группы и армии, и их командование со штабами. Так иногда делается в литературе: руководство корпуса становится «Генеральным командованием» или «Высшим командованием» с «Командующим генералом» (KG) во главе, армия возглавляется «Главным командованием армии» (AOK) с его «Главнокомандующим» (Oberbefehlshaber, ОВ), группа армий — «Командованием группы армий» (H.Gr.K) и её OB. На практике это различие редко необходимо, но в некоторых случаях существует разница, когда группа армий «перегруппирована» или «выведена с фронта». Например, 27 ноября 1942 года на южном участке Восточного фронта после прорыва Красной Армии была создана группа армий «Дон». Но это были не новые боевые войска, а переименованный штаб и командующий (ОВ) 11-й армии Манштейн, чьи войска, в свою очередь, были распределены между другими армиями. Манштейн со своим штабом принял командование четырьмя армиями группы армий «В». Когда группа армий «В» была выведена с фронта 9 февраля 1943 года, это означало, что её штаб и главнокомандующий Вейх были отправлены домой, а войска распределены между группами армий «Центр» и «Дон» (с 12 февраля «Юг»). То же самое относится ко всем новым репозициям армейских групп, которые достигли инфляционных масштабов, особенно с 1943 года: это были не новые войска, а только недавно созданные командные органы, в которые только время от времени поступало небольшое количество пополнений. Например, так называемая 24-я армия, созданная на швейцарской границе в ноябре 1944 года, никогда не имела собственных боевых войск, поэтому терминологически её обозначение может читаться только как «AOK 24» — «командование 24-й армии».
Группы армий на войне обозначались буквами. Это справедливо и для первых трёх армейских групп 1939—1941 годов, хотя армейские группы «А» и «Б» во время польской кампании были быстро переименованы, так что в сентябре 1939 года группы армий назывались: «Юг», «Север» и «Ц». С началом кампании против Советского Союза эти три группы армий были так же названы на Восточном фронте, и эта практика на востоке поддерживалась до конца войны. Группы армий на так называемых театрах войны ОКВ сохранили свои однажды принятые обозначения. Всего было 15 командований групп армий.
Полевая армия и танковая группа (позже танковая армия) состояли из нескольких армейских и моторизованных корпусов (позже танковых).

## Вооружение и военная техника
Один из мифов о германской армии во Второй мировой войне гласит о широкой механизации сухопутных сил. Но на самом деле, в 1941 году от 74 % до 80 % германской армии не были даже моторизованными, полагаясь на возможности железных дорог и конный транспорт. Далее, в связи с экономическими проблемами и нехваткой горючего, доля моторизованных частей уменьшалась. В 1944 году доля немоторизованных частей возросла до 85 %.